# Javier Fernández Cabrera
Javier Fernández Cabrera, właśc. Javier Fernández Cabrera Martín Peñato (ur. 4 października 1984 w Madrycie) – hiszpański trener piłkarski. Obecnie pełni funkcję selekcjonera reprezentacji Bangladeszu. Cabrera jest Trenerem Licencja UEFA Pro z bogatym doświadczeniem zarówno w profesjonalnych, jak i amatorskich projektach piłkarskich. Cabrera ma również reputację analityka piłkarskiego. Cabrera ma doświadczenie w pracy jako ekspert analityk dla Opta Sports, a także posiada tytuł licencjata w piłce nożnej oraz reklamie i marketingu.

## Kariera trenerska
Cabrera pracował jako dyrektor techniczny i asystent trenera indyjskiej drużyny Sporting Clube de Goa od 2013 do 2015 roku. W 2016 został mianowany menedżerem hiszpańskiego klubu CF Rayo Majadahonda i spędził rok jako trener drużyny, zanim opuścił klub w 2017. Ponadto przez 4 miesiące w 2018 roku był głównym trenerem Akademii FC Barcelona w Północnej Wirginii. Od 2018 roku Cabrera pełnił funkcję trenera Elite Academy drużyny La Liga bok Deportivo Alavés, zanim został ogłoszony jako główny trener reprezentacji Bangladeszu w 8 stycznia 2022 roku.

### Reprezentacji Bangladeszu
19 stycznia 2022 Cabrera zakończył podpisywanie kontraktu i został oficjalnie trenerem reprezentacji Bangladeszu w piłce nożnej. Po podpisaniu kontraktu, pierwszym zadaniem Cabrery była obserwacja treningów wszystkich drużyn z Bangladeszu Premier League, w celu poszukiwania nowych talentów.